# Electrostrymon ecbatana
Electrostrymon ecbatana is een vlinder uit de familie van de Lycaenidae. De wetenschappelijke naam van de soort werd als Thecla ecbatana in 1868 gepubliceerd door William Chapman Hewitson.

## Synoniemen
- Rubroserrata arima Johnson & Kroenlein, 1993